# Aceratium concinnum
Aceratium concinnum là một loài thực vật có hoa trong họ Côm. Loài này được (S.Moore) C.T.White mô tả khoa học đầu tiên năm 1932.